# Barrax (kommunhuvudort)
Barrax är en kommunhuvudort i Spanien.   Den ligger i provinsen Provincia de Albacete och regionen Kastilien-La Mancha, i den centrala delen av landet, 200 km sydost om huvudstaden Madrid. Barrax ligger 735 meter över havet och antalet invånare är 1 993.
Terrängen runt Barrax är platt. Runt Barrax är det mycket glesbefolkat, med 7 invånare per kvadratkilometer. Närmaste större samhälle är La Roda, 18,3 km norr om Barrax. Trakten runt Barrax består till största delen av jordbruksmark.